# Nové Sedlo, Louny
Nové Sedlo là một làng thuộc huyện Louny, vùng Ústecký, Cộng hòa Séc.